# Comuna Zîbînî, Bilohirsk
Zîbînî (în ucraineană Зибини) este o comună în raionul Bilohirsk, Republica Autonomă Crimeea, Ucraina, formată din satele Melnîkî și Zîbînî (reședința).

## Demografie
Componența lingvistică a comunei Zîbînî
     Rusă (78,78%)
     Ucraineană (11,4%)
     Tătară crimeeană (6,71%)
     Alte limbi (0,6%)
Conform recensământului din 2001, majoritatea populației comunei Zîbînî era vorbitoare de rusă (78,78%), existând în minoritate și vorbitori de ucraineană (11,4%), tătară crimeeană (6,71%) și armeană (1,47%).